# Saxon Sharbino
Saxon Paige Sharbino (Lewisville, Texas; 11 de junio de 1999) más conocida como Saxon Sharbino, una actriz estadounidense de cine y televisión, reconocida por su papel como Amelia Robbins en el seriado Touch y Kendra Bowen en la película de terror de 2015 Poltergeist.

## Filmografía

### Cine
| Año  | Título               | Papel            | Notas           |
| ---- | -------------------- | ---------------- | --------------- |
| 2010 | Red White & Blue     | Hija de Ed       |                 |
| 2010 | Earthling            | Joy              |                 |
| 2010 | Cool Dog             | Sharon           | Directo a video |
| 2010 | I Spit on Your Grave | Chastity Storch  |                 |
| 2011 | Julia X              | Julia            |                 |
| 2013 | Trust Me             | Lydia            |                 |
| 2015 | Poltergeist          | Kendra Bowen     |                 |
| 2016 | Bedeviled            | Alice Gorman     |                 |
| 2018 | Urban Country        | Sax              |                 |
| 2019 | Beyond the Law       | Charlotte Bayles |                 |

### Televisión
| Año       | Título              | Papel          | Notas           |
| --------- | ------------------- | -------------- | --------------- |
| 2008      | Friday Night Lights | Fanática       | 1 episodio      |
| 2012      | Rogue               | Jane Forsythe  | Telefilme       |
| 2013      | Touch               | Amelia Robbins | Papel principal |
| 2016–2017 | Love                | Simone         | 4 episodios     |
| 2017      | Stalker's Prey      | Laura Wilcox   | Telefilme       |
| 2017      | American Vandal     | Sara Pearson   | 3 episodios     |
| 2017      | Law & Order: SVU    | Savannah Ross  | 1 episodio      |
| 2017      | Freakish            | Anka           | Papel principal |
| 2017      | Lucifer             | Carly Glantz   | 1 episodio      |
| 2020      | Mile High Escorts   | Lauren         | Telefilme       |